# Forster Point
Der Forster Point ist eine Landspitze an der Nordküste Südgeorgiens im Südatlantik. Sie liegt nördlich des Kap Crewe und östlich des Kap Wilson.
Das UK Antarctic Place-Names Committee benannte sie 2009. Namensgeber ist der deutsche Botaniker Johann Reinhold Forster (1729–1798), Teilnehmer an der zweiten Südseereise (1772–1775) des britischen Seefahrers James Cook auf der HMS Resolution.